# Morlin Zoltán
Morlin Zoltán Károly Imre (Bécs, 1913. december 22. – Budapest, 2002. január 11.) kristályfizikus, tanügyi fogalmazó. A fizikai tudományok kandidátusa (1960).

## Életpályája
A budapesti Piarista Gimnázium elvégzése után jogi tanulmányokat folytatott a Pázmány Péter Tudományegyetemen, ahol 1936-ban "summa cum laude" minősítéssel jogi doktorátust szerzett. Ezután a Vallás- és Közoktatásügyi Minisztériumban kapott munkát; közben bejárt matematikát és fizikát hallgatni az egyetemre. 1950-ben a minisztériumból mint osztályidegent elbocsátották. Ekkor Gyulai Zoltán vette fel Levius Ernővel együtt saját tanszéki kutatócsoportjába a műegyetemen. 1952-ben már közös cikket publikáltak, de csak egy év múlva (1953) szerezte meg fizikusi oklevelét az akkor már Eötvös Loránd nevét viselő Tudományegyetemen. 1958-ban a műegyetemről áthelyezték a Magyar Tudományos Akadémia Műszaki Fizikai Kutatóintézetébe (MFKI). Néhány hónapig az újpesti Egyesült Izzó területén dolgozott. 1961-ben egy elektrondiffrakcióval foglalkozó öttagú csoportnak lett vezetője. 1973-ban visszakerült a Budapesti Műszaki és Gazdaságtudományi Egyetemen működő akadémiai Kristálynövekedési Kutatócsoportba, mely 1976-ban egyesülve a Kristályfizikai Kutatócsoporttal a Budaörsi útra került Kristályfizikai Kutatólaboratórium néven. 1979-ig az optikai kristályok megmunkálásával és orientálásával foglalkozó részleget irányította. 1979-ben nyugdíjba vonult.
Gyulai Zoltán professzor mellett vált kristályfizikai kutatóvá. Más-más akadémiai kutatóintézetekben dolgozott, elektrondiffrakciós kutatócsoportot vezetett, optikai kristályok fejlesztésével foglalkozott, gazdag irodalmi munkásságot is kifejtett. Széleskörű műveltségével, derűs egyéniségével mindenütt kivívta munkatársai megbecsülését, szeretetét.

## Családja
Szülei: Morlin Zoltán (1887–1941) huszáralezredes és Schmidt Paula (1888-1974) voltak. 1942. január 2-án, Budapesten házasságot kötött Forster Terézia Rózával (1919-?). Öt gyermekük született: Morlin Éva (1942-) építészmérnök, Morlin Ákos (1944-) építészmérnök, Morlin András (1946-) gépészmérnök, Morlin Franciska (1951-) mérnök és Morlin Erzsébet (1962-) vegyész.

## Művei
- Vizsgálatok nagy nyomáson végbemenő rekrisztallizációs folyamatok köréből (1960)